# フジグラン丸亀
フジグラン丸亀（フジグランまるがめ、英称:Fuji GRAND MARUGAME）とは、香川県丸亀市川西町に所在する、フジ・リテイリングが展開するショッピングセンターである。
同じく丸亀市にはかつてもう1つフジグラン店舗｢丸亀中府｣が存在した。この項目ではその店舗についても記述する。

## 概要
フジグラン丸亀は1999年7月1日に開業したコミュニティ型ショッピングセンター（CSC）であり、香川県内におけるフジ系列店舗の第1号店でもある。2019年現在、フジ直営売場を中心に約40の専門店で構成されている。

## 丸亀市にあったもう1つのフジグラン、丸亀中府
フジグラン丸亀のある丸亀市にはもう1つ、「フジグラン丸亀中府」という店舗が存在した。この店舗は元々ダイエー系列の店舗(ハイパーマート丸亀南店→ディー・ハイパーマート丸亀南店)であったが、2002年に撤退。その建物を改装して2003年4月4日に開業した。が、開店した2003年度の売上高が約32億円と、当初の売上高見込みの43億円を下回り、さらに年を追うごとに売上高は減少したため、開店から僅か5年後の2008年10月31日に閉店。建物所有者の琴平参宮電鉄はバス事業の赤字を不動産収入で補っていたが、大きな収益源だったフジグラン丸亀中府の閉店により、一気に解体へと向かうこととなった。
その後店舗は解体され、現在は「ハローズ丸亀中府モール」となっている。

## 主なテナント

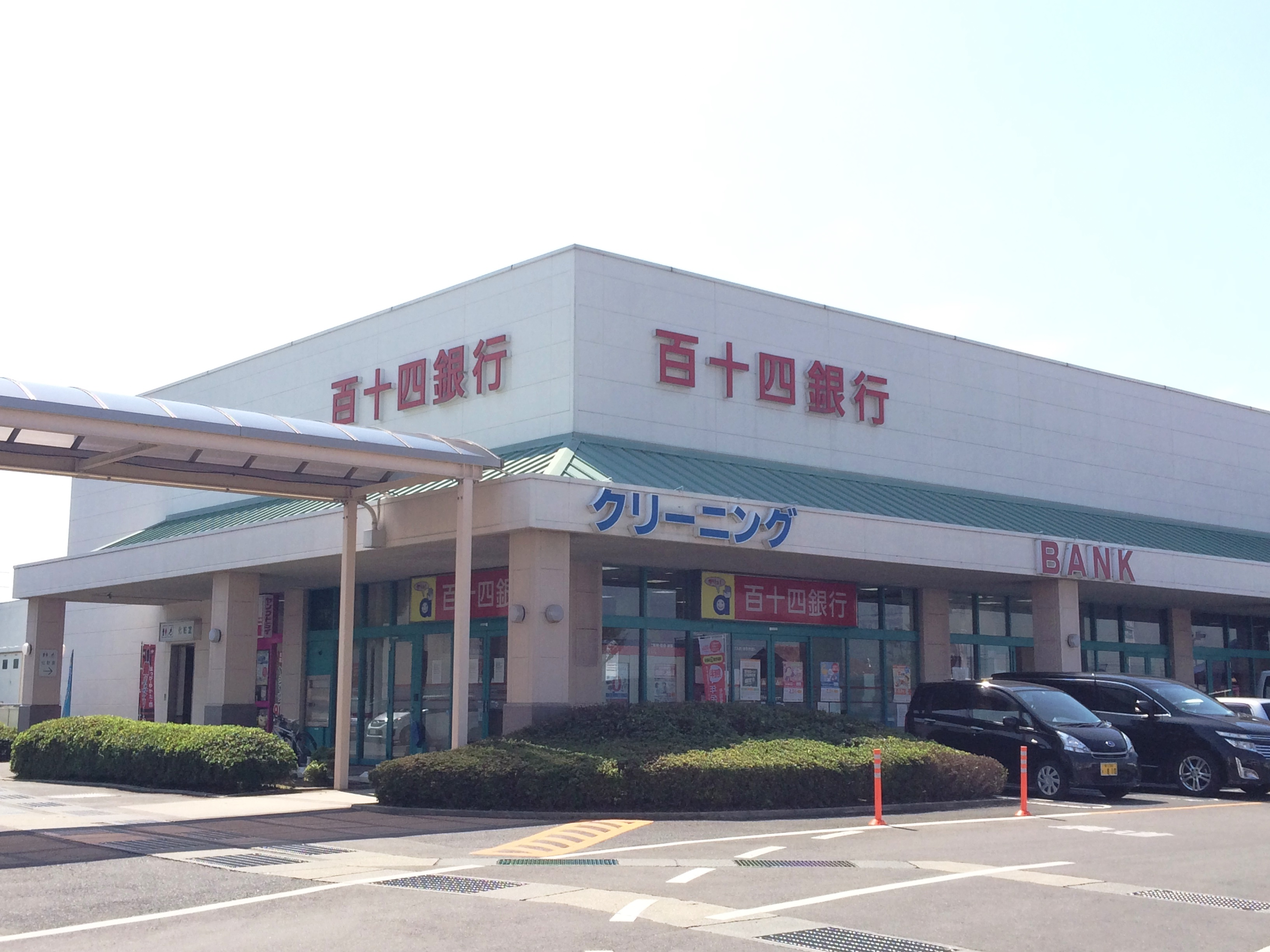
百十四銀行

ここでは一部のみ掲載する。詳しくはフジグラン丸亀テナント一覧を参照。

### 食品館
- ヤングドライ フジ丸亀店
- 百十四銀行 フジグラン丸亀出張所
- FUJIYA KOBE フジグラン丸亀店

### 生活館

#### 1F
- フードコート
  - ミスタードーナツ フジグラン丸亀ショップ

- ハニーズ フジグラン丸亀店
- AVAN フジグラン丸亀店

#### 2F
- ダイソー フジグラン丸亀店
- 宮脇書店 フジ丸亀店

### 専門店棟

#### A

##### 1F
- カメラのキタムラ フジグラン丸亀店
  - スタジオマリオ フジグラン丸亀店

- とらおファクトリー

##### 2F
- タイトーステーション 丸亀店

#### B
- フジグラン丸亀内郵便局
- カワイ音楽教室 フジグラン丸亀

#### C
- くすりのレデイ 丸亀店
- クラフトハートトーカイ フジグラン丸亀店

### その他
- DCM丸亀店
- apollostation マルネン 丸亀フジグランSS